# Йоан Авільський
Йоан Авільський (6 січня 1499 , Альмодовар-дель-Кампо, Кастилія-Ла-Манча  — 10 травня 1569 , Монтілья, Андалусія ) — іспанський католицький святий, письменник і проповідник. Католицька церква зарахувала його до Вчителів Церкви.

## Біографія
Про дитинство і сім'ю Йоана збереглося небагато відомостей. Відомо, що він народився в досить забезпеченій сім'ї в маленькому містечку Альмодовар-дель-Кампо неподалік від Толедо. В молодості він вивчав право в університеті Саламанки, проте повернувся додому, перервавши навчання. Потім в 1520—1526 роках вивчав філософію і богослов'я в Алькалі. Після закінчення занять був висвячений на священника.
У 1527 році він збирався вирушити до Мексики як місіонер, однак єпископ Севільї переконав його в тому, що проповідницький дар Йоана стане в пригоді і на батьківщині. Йоан оселився в Севільї, де скоро набув слави знаменитого проповідника.
У 1532 році через наклепи заздрісників був заарештований, рік провів у в'язниці, в 1537 був виправданий. Після виправдання жив у Гранаді, де заснував кілька навчальних закладів. Довгий час проповідував на території Андалусії, у зв'язку з чим його також називають «апостолом Андалусії». Йоан зустрічався і підтримував дружні стосунки з багатьма знаменитими сучасниками, листувався з Ігнатієм Лойолою і Терезою Авільською. Під впливом його проповіді пережив навернення Іван Божий, Йоан Авільський після цього став його духовним наставником.
Велика письменницька спадщина Йоана. Його богословські праці та збірники проповідей були дуже популярними, багато разів перевидавалися і перекладалися іншими мовами.
Йоан помер 1569 року в Монтільї.